# Резервный флот национальной обороны

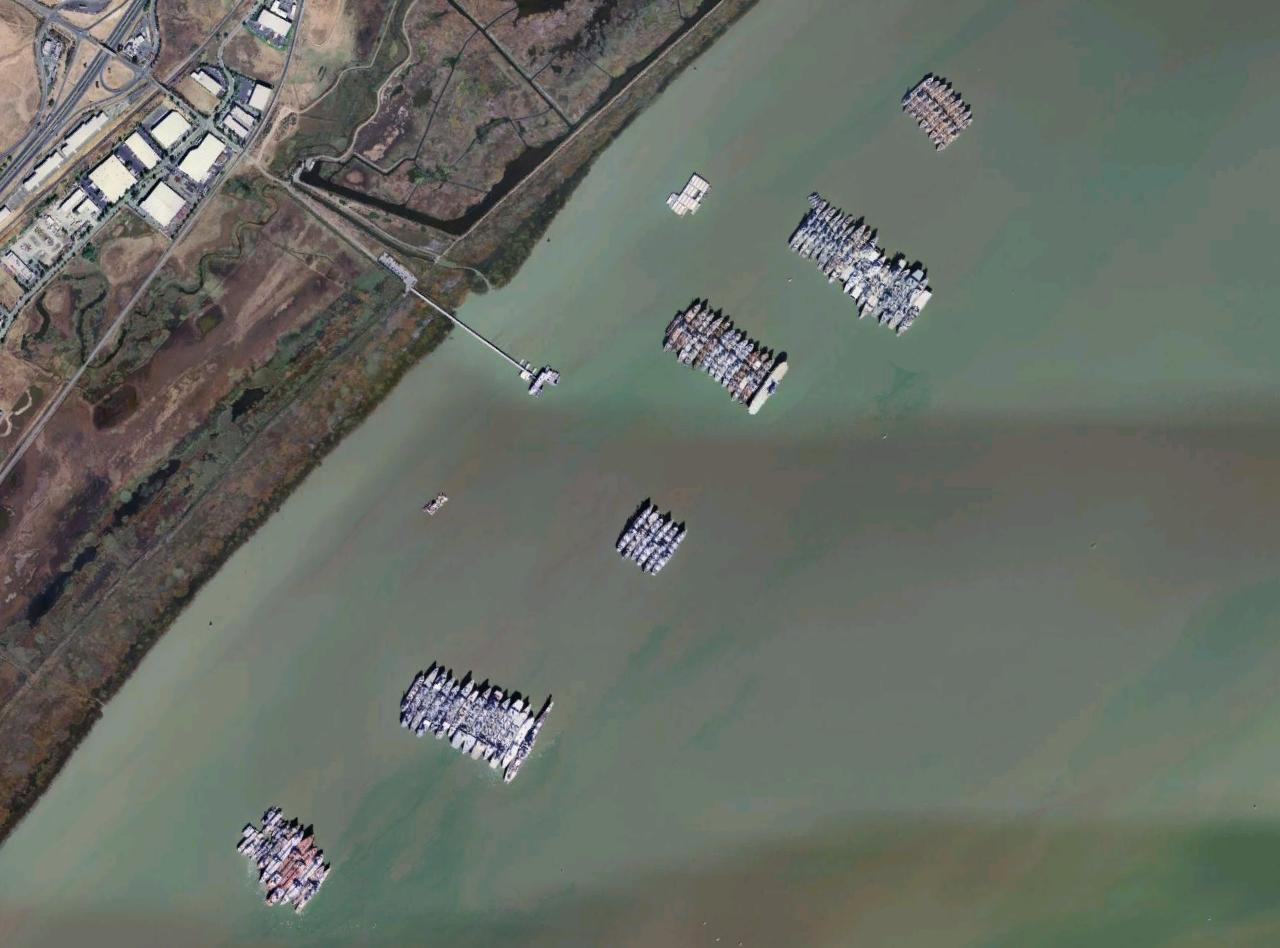
Корабли Резервного флота в заливе Суисун-Бей

Резервный флот национальной обороны США (англ. National Defense Reserve Fleet) состоит из «законсервированных» кораблей, в основном торговых судов, которые могут быть активированы в течение 20-120 дней, чтобы обеспечить, во время национальных чрезвычайных ситуаций, доставку в Соединенные Штаты Америки военных или гражданских грузов. В случае развязывания войны законсервированные корабли могут быть быстро введены в состав действующего флота.
Резервный флот национальной обороны США находится в ведении морской администрации Министерства транспорта США (англ. United States Maritime Administration (MARAD)).

## История

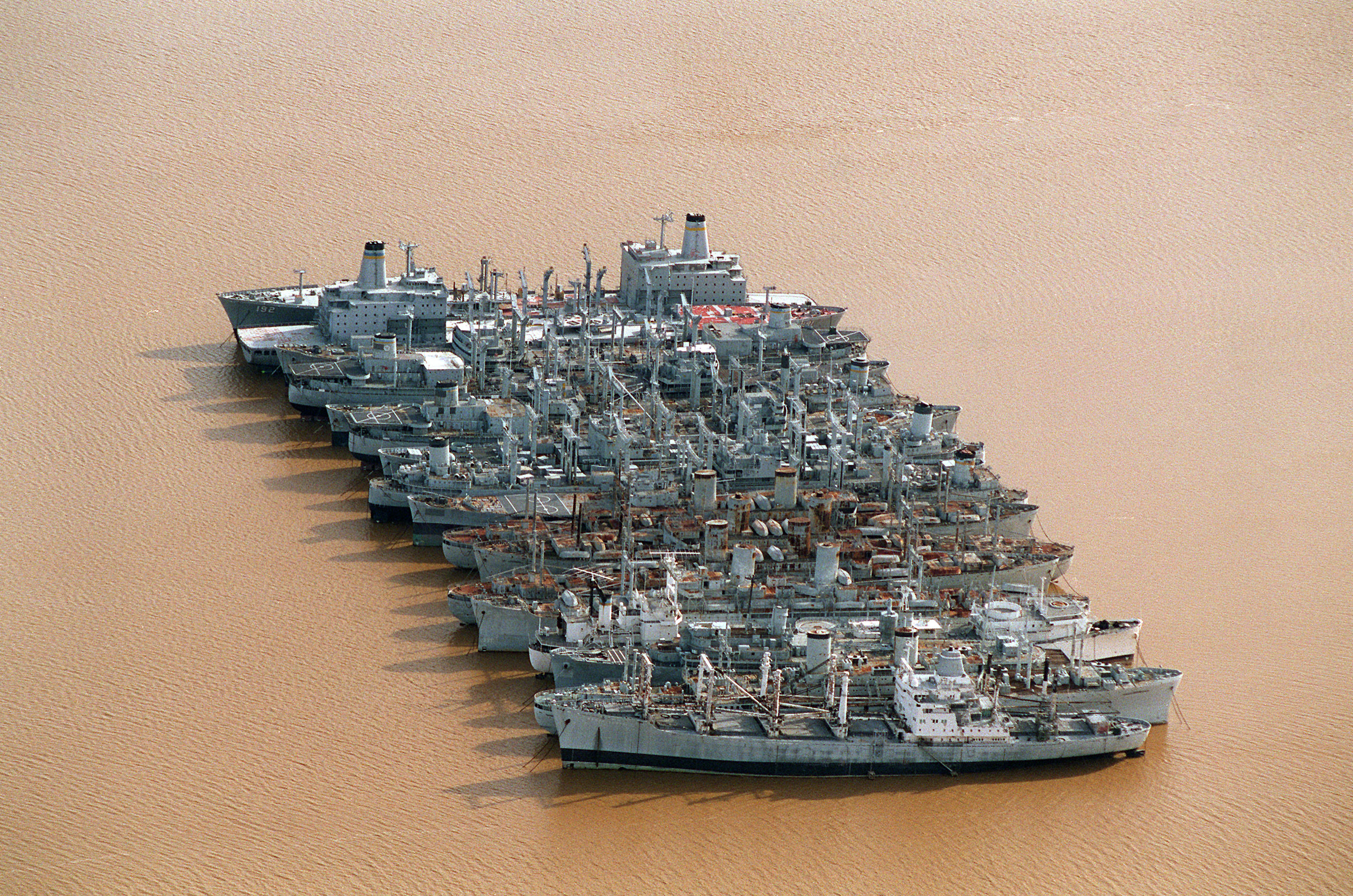
Неактивные вспомогательные суда Резервного флота на реке Джеймс (штат Вирджиния) (1996)

Уже после Первой мировой войны несколько сотен кораблей ВМС США были выведены в резерв и законсервированы для длительного хранения. Основная задача консервации заключается в надежном хранении кораблей с полностью собранными и отрегулированными механизмами и вооружением, и также быстрый ввод их в строй.
На своем пике в 1950 году, Резервный флот имел 2277 судов. Корабли флота были использованы в семи войнах и кризисах.